# Jamaican International 1973
Die Jamaican International 1973 im Badminton fanden vom 1. bis zum 6. April 1973 in Kingston statt.

## Sieger und Platzierte
| Disziplin    | Gold                         | Silber                      | Bronze                        |
| ------------ | ---------------------------- | --------------------------- | ----------------------------- |
| Herreneinzel | Sture Johnsson               | Wolfgang Bochow             | Jamie Paulson                 |
| Herreneinzel | Sture Johnsson               | Wolfgang Bochow             | Derek Talbot                  |
| Dameneinzel  | Margaret Beck                | Eva Twedberg                | Jennifer Dakin                |
| Dameneinzel  | Margaret Beck                | Eva Twedberg                | Barb O’Brien                  |
| Herrendoppel | Jamie Paulson Yves Paré      | Derek Talbot Mike Tredgett  | Wolfgang Bochow Gerhard Kucki |
| Herrendoppel | Jamie Paulson Yves Paré      | Derek Talbot Mike Tredgett  | Erland Kops Tom Bacher        |
| Damendoppel  | Margaret Beck Bridget Cooper | Jennifer Dakin Barb O’Brien | Jennifer Haddad Joan Lyn      |
| Damendoppel  | Margaret Beck Bridget Cooper | Jennifer Dakin Barb O’Brien | Eva Twedberg Margaret Parslow |
| Mixed        | Sture Johnsson Eva Twedberg  | Mike Tredgett Margaret Beck | Derek Talbot Bridget Cooper   |
| Mixed        | Sture Johnsson Eva Twedberg  | Mike Tredgett Margaret Beck | Yves Paré Barb O’Brien        |

## Finalresultate
| Disziplin    | Sieger                       | Finalist                    | Ergebnis          |
| ------------ | ---------------------------- | --------------------------- | ----------------- |
| Herreneinzel | Sture Johnsson               | Wolfgang Bochow             | 15–9, 15–12       |
| Dameneinzel  | Margaret Beck                | Eva Twedberg                | 7–11, 11–3, 12–9  |
| Herrendoppel | Jamie Paulson Yves Paré      | Derek Talbot Mike Tredgett  | 15–11, 15–1       |
| Damendoppel  | Margaret Beck Bridget Cooper | Jennifer Dakin Barb O’Brien | 15–8, 2–15, 15–12 |
| Mixed        | Sture Johnsson Eva Twedberg  | Mike Tredgett Margaret Beck | 15–3, 18–15       |